# سیده فاطمه ذوالقدر
سیده فاطمه ذوالقدر،(زادهٔ ۱۶ آبان ۱۳۴۹) چهرۀ سیاسی اصلاح‌طلب، و نماینده سابق مردم تهران، ری، شمیرانات، اسلامشهر و پردیس، در دهمین دورۀ مجلس شورای اسلامی است. او دارای مدرک دکتری زبان و ادبیات عرب است. او دختر سید مصطفی ذوالقدر، نمایندۀ میناب در دهمین دوره مجلس شورای اسلامی و مشاور فرهنگی وزیر کار، تعاون و رفاه اجتماعی و نمایندۀ ویژۀ او در شورای توسعۀ سواحل مکران در حال حاضر است.

## نماینده تهران در مجلس دهم
در دهمین دورۀ انتخابات مجلس شورای اسلامی، سیده فاطمه ذوالقدر، در لیست سی نفرهٔ ائتلاف فراگیر اصلاح‌طلبان: گام دوم در تهران حضور داشت و توانست با کسب ۱٬۱۵۵٬۲۸۴ رأی، در رتبهٔ بیست و یکم تهران، وارد مجلس دهم شود.

## سوابق دانشگاهی
- تدریس در دانشگاه‌های امام صادق (ع) و الزهرا (س) و مذاهب اسلامی[۴]

## سوابق و مسئولیت ها در مجلس
- رئیس مجمع بین المجالس اسیایی مجلس شورای اسلامی.[۱۱]
- نایب رئیس کمیسون فرهنگی[۱۲]
- سخنگوی کمیسون فرهنگی[۱۳]
- نائب رئیس فراکسیون زنان [۱۴]
- رئیس کمیته فرهنگی زنان.[۱۵]
- نائب رئیس فراکسیون قران و عترت .[۱۶]
- نائب رئیس فراکسیون توسعه دریا محور.[۱۷]

## سوابق و مسئولیت ها در وزارت کار ، تعاون و رفاه اجتماعی
- مشاور فرهنگی وزیر کار تعاون و رفاه اجتماعی.[۱۸]
- نماینده ویژه وزیر کار تعاون و رفاه اجتماعی در شورای توسعه سواحل مکران.[۱۹]

## دیدگاه‌ها
- ضرورت کاشت نهال و درختان مقاوم به کم‌آبی و خشکی در تهران از نظر فاطمه ذوالقدر راهکار اقتصادی مناسبی برای مقابله با آلودگی هوای شهر است.[۲۰]